# Robin Reid (boxe anglaise)
Pour les articles homonymes, voir Robin Reid (homonymie) et Reid.
Robin Reid est un boxeur anglais né le 19 février 1971 à Selton.

## Carrière
Médaillé de bronze aux Jeux de Barcelone en 1992 dans la catégorie super-welters, il passe professionnel l'année suivante et devient champion du monde des poids super-moyens WBC le 12 octobre 1996 en battant par arrêt de l'arbitre à la 9e reprise l'italien Vincenzo Nardiello. Il conserve cette ceinture contre Giovanni Pretorius, Henry Wharton et Hacine Cherifi avant d'être battu aux points par Thulani Malinga le 19 décembre 1997.